# Britisk Cameroun
Britisk Cameroun (engelsk: Cameroons) var et mandatområde, som Storbritannien fik tildelt af folkeforbundet. Området er nu delt mellem landene Nigeria og Cameroun.
Området som det nuværende Cameroun består af blev gjort krav på af Tyskland under kapløbet om Afrika i slutningen af 1800-tallet. Under 1. verdenskrig blev området besat af britiske, franske og belgiske tropper, og blev efter krigen delt mellem Storbritannien og Frankrig som mandatområder af folkeforbundet i 1922. Det franske mandat blev kendt som Fransk Cameroun og de britiske områder blev delt op i Northern Cameroons og Southern Cameroons.
Fransk Cameroun blev selvstændig i januar 1960, og der blev planlagt selvstændighed til Nigeria det samme år. Disse hændelser førte til spørgsmål om, hvad som skulle ske med de britiske områder. Efter lidt diskussion (som startede siden 1959), blev der holdt en folkeafstemning i februar 1961. De nordlige områder med muslimsk majoritet ville gå i union med Nigeria, og de sydlige områder foretrak oprettelsen af en egen stat, Cameroun.